# Vešanje
Vešanje u svom tradicionalnom i uobičajenom smislu označava davljenje, pri čemu se koristi težina same osobe, uz pomoć predmeta (omča) koji je toj osobi omotan oko vrata, što izaziva pritisak na disajne puteve i vratne arterije. Vešanje u pravilu za cilj ima izazvati smrt obešene osobe, te je kroz istoriju bio jedan od najčešćih i najpopularnijih metoda pogubljenja, a u današnjem svetu predstavlja najčešći oblik samoubistva. U retkim slučajevima može biti posledica nesrećnog slučaja, a kao jedan od primera se često navodi autoerotska asfiksija.

## Literatura
- Jack Shuler, The Thirteenth Turn: A History of the Noose. New York: Public Affairs, 2014,  978-1610391368

## Spoljašnje veze
- A Case Of Strangulation Fabricated As Hanging
- Obliquity vs. Discontinuity of ligature mark in diagnosis of hanging – a comparative study
- Death Penalty Worldwide Архивирано на веб-сајту  (13. новембар 2013) Academic research database on the laws, practice, and statistics of capital punishment for every death penalty country in the world.